# (500642) 2012 VD4
(500642) 2012 VD4 es un asteroide perteneciente al cinturón de asteroides, región del sistema solar que se encuentra entre las órbitas de Marte y Júpiter, descubierto el 6 de octubre de 2012 por el equipo del Pan-STARRS desde el Observatorio de Haleakala, Hawái, Estados Unidos.

## Designación y nombre
Designado provisionalmente como 2012 VD4. 

## Características orbitales
2012 VD4 está situado a una distancia media del Sol de 3,148 ua, pudiendo alejarse hasta 3,607 ua y acercarse hasta 2,688 ua. Su excentricidad es 0,145 y la inclinación orbital 13,19 grados. Emplea 2040,37 días en completar una órbita alrededor del Sol.

## Características físicas
La magnitud absoluta de 2012 VD4 es 16,4. 